# A/UX
A/UX (av Apple Unix) var dataföretaget Apples första version av operativsystemet Unix som de slutade sälja 1995.
A/UX är baserat på AT&T UNIX System version 2.2, med tillägg från versionerna 3 och 4. A/UX har samma användargränssnitt som MacOS 7 och från version 3 innehåller det faktiskt hela MacOS 7 vilket gör att man kan köra de flesta Macintoshprogram från perioden. När man loggar in kan man också välja att starta X11R4 för att få full kompatibilitet med program för X Window System, ett fönstersystem som används av nästan alla Unix-baserade operativsystem.
A/UX har tre skal som standard: sh, csh och ksh.
A/UX fungerar bara på äldre Macintoshdatorer som är baserade på Motorola 68000-arkitekturen som har FPU och PMMU. Den sista versionen är 3.1.1.
När Apple lanserade Mac OS återvände de till Unix men den här gången till BSD via NeXTSTEP.

## Stöd för hårdvara
| Modell / Version | 1.0 | 1.1 | 1.1.1 | 2.0 | 2.0.1 | 3.0 | 3.0.1 | 3.0.2 | 3.1 | 3.1.1 |
| ---------------- | --- | --- | ----- | --- | ----- | --- | ----- | ----- | --- | ----- |
| Mac II           | ja  | ja  | ja    | ja  | ja    | ja  | ja    | ja    | ja  | ja    |
| Mac IIx          | ja  | ja  | ja    | ja  | ja    | ja  | ja    | ja    | ja  | ja    |
| Mac IIcx         | ja  | ja  | ja    | ja  | ja    | ja  | ja    | ja    | ja  | ja    |
| Mac IIci         | nej | nej | ja    | ja  | ja    | ja  | ja    | ja    | ja  | ja    |
| Mac IIfx         | nej | nej | nej   | ja  | ja    | ja  | ja    | ja    | ja  | ja    |
| Mac IIsi         | nej | nej | nej   | nej | ja    | ja  | ja    | ja    | ja  | ja    |
| SE/30            | nej | nej | ja    | ja  | ja    | ja  | ja    | ja    | ja  | ja    |
| Centris 610      | nej | nej | nej   | nej | nej   | nej | ja    | ja    | ja  | ja    |
| Centris 650      | nej | nej | nej   | nej | nej   | nej | ja    | ja    | ja  | ja    |
| Quadra 610       | nej | nej | nej   | nej | nej   | nej | ja    | ja    | ja  | ja    |
| Quadra 650       | nej | nej | nej   | nej | nej   | nej | ja    | ja    | ja  | ja    |
| Quadra 700       | nej | nej | nej   | nej | nej   | ja  | ja    | ja    | ja  | ja    |
| Quadra 800       | nej | nej | nej   | nej | nej   | nej | ja    | ja    | ja  | ja    |
| Quadra 900       | nej | nej | nej   | nej | nej   | ja  | ja    | ja    | ja  | ja    |
| Quadra 950       | nej | nej | nej   | nej | nej   | ja  | ja    | ja    | ja  | ja    |

### Minnesbehov
Minimumrekommendationer för att köra de olika versionerna är:
- Version 1.x - 2 MiB RAM, 80 MiB hårddisk
- Version 2.x - 4 MiB RAM, 40 MiB hårddisk
- Version 3.x - 5 MiB RAM, 80 MiB hårddisk